# 시레니크어
시레니크어(Sirenik)는 러시아 극동의 축치 반도에 있는 시레니키(Сиреники) 마을에서 쓰이던 사멸한 유픽어의 방언이다. 오랜 기간 이루어진 시베리아 유픽어나 러시아어로의 언어 전환 끝에, 1997년 1월 마지막 모어 화자로 알려진 발렌티나 비예(Валентина Выйе)가 사망하며 완전히 사멸했다. 다만 2010년 러시아 인구조사에서는 5명이 자신을 시레니크어 화자로 보고하고 있다.

## 참고 문헌
- Menovshchikov, G.A. (1964).  Язык сиреникских эскимосов. Фонетика, очерк морфологии, тексты и словарь (러시아어). Moscow • Leningrad: Academy of Sciences of the USSR.
- Vakhtin, Nikolai (1998). 〈Endangered Languages in Northeast Siberia: Siberian Yupik and other Languages of Chukotka〉 (PDF).   Erich Kasten. 《Bicultural Education in the North: Ways of Preserving and Enhancing Indigenous Peoples' Languages and Traditional Knowledge》. Münster: Waxmann Verlag. 159–173쪽. ISBN 978-3-89325-651-8.